# Starooskol'skij rajon
Lo Starooskol'skij rajon in russo Губкинский район? è un rajon dell'oblast' di Belgorod, nella Russia europea; il capoluogo è la città di Staryj Oskol. 
Nell'ambito dell'organizzazione dell'autogoverno locale, all'interno dei suoi confini si trova la formazione municipale (муниципальное образование) del distretto urbano di Staryj Oskol (Старооскольский городско́й о́круг, Starooskol'skij gorodskoj okrug), costituita al posto dell'abolito distretto municipale con lo stesso nome, comprendente la città di Staryj Oskol.
Il territorio del distretto è attraversato dal fiume Oskol.